# Transversal 86 (estación)
La estación sencilla Transversal 86 hace parte del sistema de transporte masivo de Bogotá llamado TransMilenio inaugurado en el año 2000.

## Ubicación
La estación está ubicada en el sector suroccidental de la ciudad, más específicamente sobre la Avenida de Las Américas entre la carrera 79C y la Avenida Agoberto Mejía. Se accede a ella a través de un puente peatonal ubicado sobre esta última vía y forma parte de la Troncal Américas.
Atiende la demanda de los barrios Pio XII, Ciudad Kennedy Norte y sus alrededores.
En las cercanías están la Central de Abastos de Bogotá (Corabastos), el Centro Educativo Distrital Isabel II y el Humedal El Burro.

## Origen del nombre
La estación recibe su nombre de la vía de acceso a los vagones. Después de cambios en la nomenclatura de la zona, la Transversal 86 es ahora la Av.Carrera 80 o Avenida Agoberto Mejía.

## Historia
Entre los años 2003 y 2004 fue inaugurada la Troncal de Las Américas desde la estación Distrito Grafiti, hasta esta estación.
Recién inaugurada, todos los servicios que circulaban por la troncal tenían como destino esta estación y desde esta estación salían los articulados con el aviso P.A. o PORTAL AMÉRICAS, sin ninguna clase de número, hacia el Portal Américas, lo cual terminó el 27 de diciembre del año 2003, con la puesta en funcionamiento del Portal Américas, cuando aún estaban en obra las estaciones sobre la Avenida Ciudad de Cali.
Durante el Paro nacional de 2021, la estación sufrió diversos ataques que afectaron de forma considerable las puertas de vidrio y demás infraestructura de la estación, razón por la cual se encontró inoperativa.

## Servicios de la estación

### Servicios troncales
| Tipo                                           | Rutas al Norte | Rutas al Oriente | Rutas al Occidente |
| ---------------------------------------------- | -------------- | ---------------- | ------------------ |
| Ruta fácil                                     |                | 5                | 5                  |
| Expresos todos los días todo el día            | A60 E32        |                  | F60 F32            |
| Expresos lunes a sábado hora pico de la mañana | B26            |                  |                    |
| Expresos lunes a sábado hora pico de la tarde  |                |                  | F26                |

### Esquema
| ← Occidente |         |         |
| Carrera 80G | 5F26    | F32F60  |
| Puente      | Vagón 2 | Vagón 1 |
| Carrera 80G | A60B26  | 5E32    |
| Oriente →   |         |         |

### Servicios urbanos
Así mismo funcionan las siguientes rutas urbanas del SITP en los costados externos a la estación, circulando por los carriles de tráfico mixto sobre la Avenida de Las Américas, con posibilidad de trasbordo usando la tarjeta TuLlave:
| Código | Sector            | Dirección             | Rutas                            |
| ------ | ----------------- | --------------------- | -------------------------------- |
| 051A08 | F Estación Tv. 86 | Av. Américas - KR 80C | A532B918C401F402F407F409H408 593 |
| 045A07 | F IED Isabel II   | Av. Américas - KR 80C | F401F402F407F408F409F918G532 593 |

## Ubicación geográfica
| Noroeste: Kennedy          | Norte: K Modelia | Nordeste: Kennedy |
| Oeste: F Biblioteca Tintal |                  | Este: F Banderas  |
| Suroeste: Kennedy          | Sur: G Perdomo   | Sureste: Kennedy  |